# سرگئی ماتوینکو
سرگئی ماتوینکو (به قزاقی: Сергей Матвиенко) (زادهٔ ۳ ژوئن ۱۹۷۲) کشتی‌گیر بازنشستهٔ قزاقستانی است. او در دستهٔ سنگین‌وزن کشتی فرنگی مدال طلای بازی‌های آسیایی ۱۹۹۸ و چهار بار عنوان قهرمانی مسابقات قهرمانی کشتی آسیا را کسب کرده است. او در المپیک ۲۰۰۰ سیدنی نیز رقابت کرد که به مقام ششم رسید.